# Île Rouleau
L'Île Rouleau  est une formation géologique située dans la partie méridionale du lac Mistassini au Québec.
L'île Rouleau forme une structure géologique en forme de pointe rocheuse de deux à quatre kilomètres de côté, formant la partie émergée de la remontée centrale d'un cratère de météorite. 
Son âge est estimé au maximum à 300 millions d'années, à l'époque du Permien.